# Moschea di Fenari Isa
La moschea di Fenâri Isa (nome completo in turco Molla Fenari İsa Camii), nell'età bizantina conosciuta anche come il monastero di Lips (in greco Μονή του Λιβός?), è una moschea di Istanbul, costituita da due ex-chiese ortodosse orientali.

## Posizione
Il complesso è situato ad Istanbul, nel distretto di Fatih (corrispondente alla città murata), lungo Adnan Menderes Bulvarı (già Vatan Caddesi), in un contesto moderno.

## Storia

### Periodo bizantino

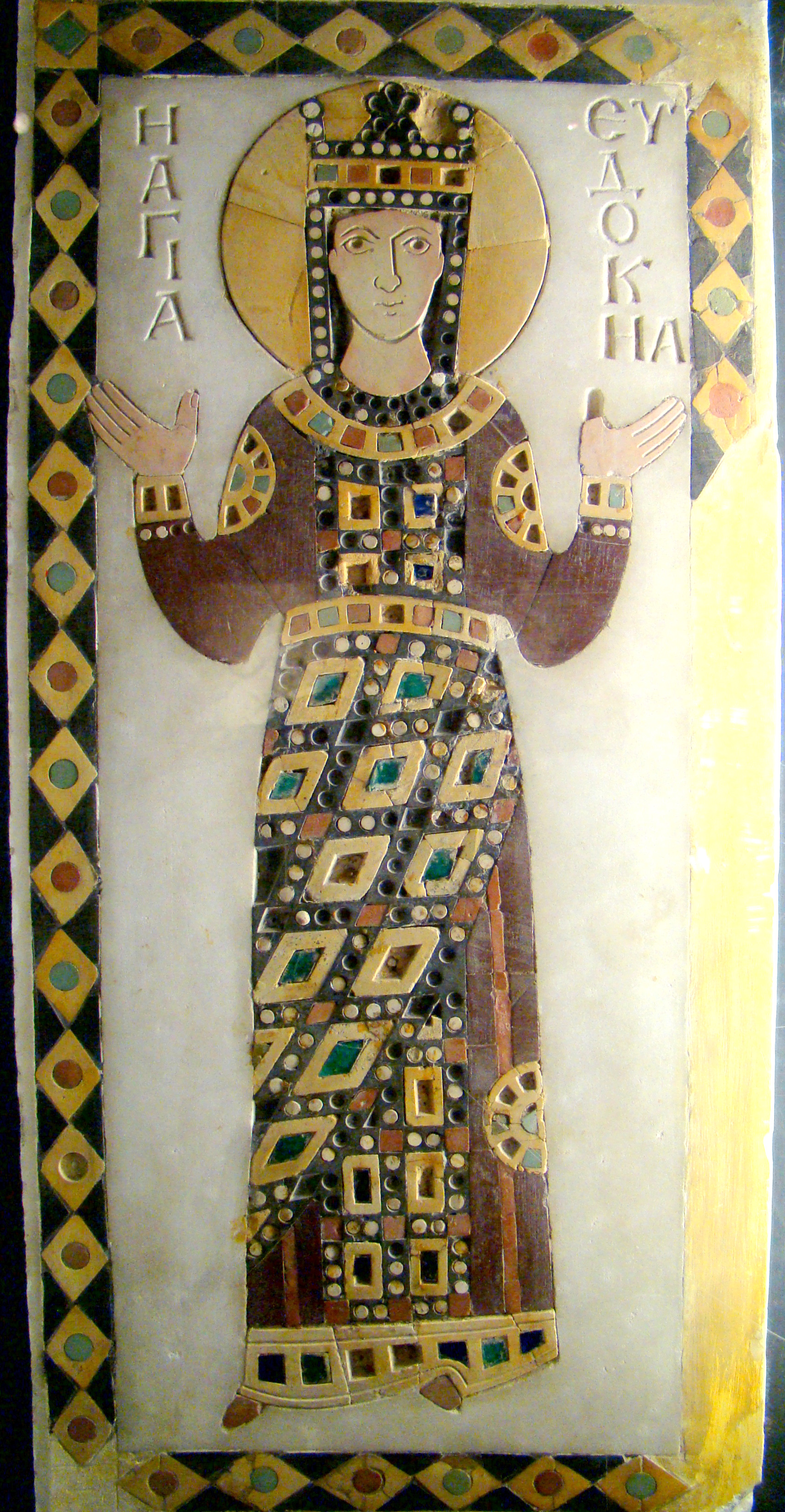
Icona in Opus sectile, pietre colorate su marmo, raffigurante l'imperatrice Aelia Eudocia come santa, risalente al 10./11. secolo, già nella chiesa nord, ora nei Musei archeologici di Istanbul.

Nel 908, l'ammiraglio bizantino Costantino Lips inaugurò un monastero alla presenza dell'imperatore Leone VI il Saggio (r. 886-912). Il monastero, dedicato alla Vergine Theotókos Panachrantos ("Immacolata Madre di Dio"), si trovava nella valle del Lykos (il fiumiciattolo - ora interrato - che attraversava Costantinopoli) in un luogo chiamato "Merdosangaris" (in greco: Μερδοσαγγάρης). Il monastero era conosciuto anche con il nome del fondatore (mone tou Libos), e divenne uno dei più grandi di Costantinopoli.
La chiesa fu costruita sui resti di un altro santuario del VI secolo, riutilizzando fra l'altro le lapidi di un vicino cimitero romano. Le reliquie di santa Irene erano conservate qui. Questa chiesa è generalmente conosciuta nella letteratura specialistica come "Chiesa Nord".
Dopo l'invasione latina e la restaurazione dell'impero bizantino, tra il 1286 e il 1304, l'imperatrice Teodora, vedova dell'imperatore Michele VIII Paleologo (r. 1259 - 1282), eresse un'altra chiesa dedicata a san Giovanni Battista (in greco Eκκλησία του Αγίου Ιωάννου Προδρόμου του Λίβος?) a sud della prima chiesa. Oltre Teodora, diversi esponenti della dinastia imperiale dei Paleologi furono qui sepolti: suo figlio Costantino, l'imperatrice Irene di Monferrato e suo marito l'imperatore Andronico II (r. 1282-1328)
L'imperatrice restaurò anche il convento, che a quel tempo era probabilmente in stato di abbandono. Secondo il suo typikon, il complesso monastico in quel momento ospitava in totale cinquanta donne e comprendeva anche uno Xénon per donne laiche con 15 posti letto annessi.
Nel corso del XIV secolo un nartece ed un parekklesion vennero aggiunti alla chiesa. L'usanza di seppellire i membri della famiglia imperiale nel complesso continuo' nel XV secolo con Anna, prima moglie dell'imperatore Giovanni VIII Paleologo (r. 1425-1448), qui inumata nel 1417. Probabilmente la chiesa venne utilizzata come cimitero anche dopo il 1453.

Questa chiesa è generalmente nota fra gli specialisti come "Chiesa Sud".

### Periodo ottomano
Nel 1497-1498, poco dopo la caduta di Costantinopoli, durante il regno del sultano Bayezid II (1481-1512), la chiesa sud venne trasformata in una mescit (una piccola moschea) dal dignitario Ottomano Fenarizade Alaeddin Ali ben Yusuf Effendi, Qadi'asker di Rumeli, e nipote di Molla Şemseddin Fenari, la cui famiglia apparteneva alla classe religiosa degli ʿulamāʾ. Egli eresse un minareto nell'angolo sud-est, ed un miḥrāb nell'abside. Dal momento che uno dei predicatori capo della madrasa era chiamato Isa ("Gesù" in arabo e turco), il suo nome venne aggiunto a quello della moschea. L'edificio, bruciato nel 1633, venne restaurato nel 1636 dal Gran Visir Bayram Pascià, il quale elevò l'edificio al rango di Cami ("moschea") e convertì la chiesa nord in una Tekke (loggia dei dervisci). In questa occasione le colonne della chiesa nord vennero sostituite con pilastri, Le due cupole furono restaurate, e la decorazione musiva venne rimossa. Dopo un altro incendio nel 1782, il complesso fu restaurato di nuovo nel 1847/48. In questa occasione anche le colonne della chiesa sud vennero sostituite con pilastri, e venne anche rimossa la balaustra del nartece. L'edificio bruciò ancora una volta nel 1918, e venne quindi abbandonato. Durante gli scavi effettuati nel 1929, vennero trovati ventidue sarcofagi. Il complesso è stato completamente restaurato tra gli anni 1970 e 1980 dalla Byzantine Society of America, e da allora è di nuovo aperto al culto come moschea.

## Architettura e decorazione

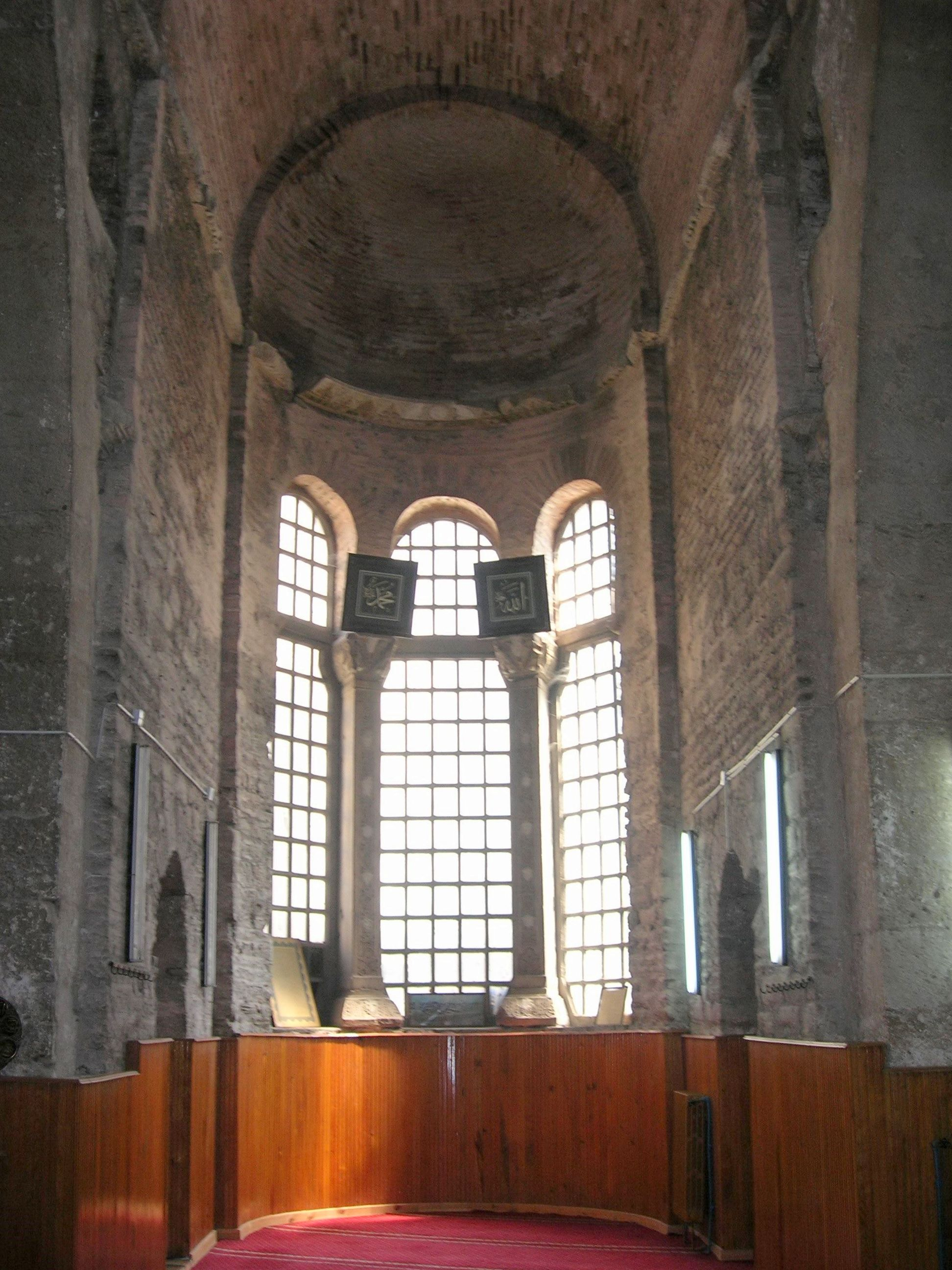
Interno della Chiesa Nord

### Chiesa Nord
La chiesa nord ha un'insolita pianta a quinconce (detta anche a croce inscritta), ed è uno dei primi santuari di Costantinopoli ad adottare questa tipologia, il cui prototipo è forse la Nea Ekklesia ("Chiesa Nuova"), eretta a Costantinopoli nell'anno 880 ed oggi completamente scomparsa. Durante il periodo ottomano le quattro colonne al centro della croce sono state sostituite da una volta a costoloni la quale copre tutta la navata.
L'edificio ha piccole dimensioni: la naos misura 13 metri di lunghezza per 9,5 metri di larghezza, e venne dimensionata in base al numero di occupanti del monastero al momento della costruzione. La muratura della chiesa nord fu eretta alternando file di mattoni a file di piccoli blocchi di pietra grezza. In questa tecnica, che è tipica dell'architettura bizantina del X secolo, i mattoni affondano in uno spesso letto di malta. La chiesa nord è sormontata da una cupola di tipo ottomano traforata da otto finestre.
Lo spazio interno è concluso verso est da tre alte absidi: quella centrale è poligonale, ed è affiancata dalle altre due, che servivano come pastophoria: la prothesis e il diakonikon.
Le absidi ricevono luce da finestre archiacute triple (in quello centrale) e singole. Le pareti dei bracci centrali della croce della naos hanno due ordini di finestre: l'ordine inferiore è composto da trifore, mentre le finestre superiori sono semicircolari. Due lunghi parekklesia, ognuno concluso da un basso abside, fiancheggiano il presbiterio della naos. Le navate angolari e centrali sono molto strette. Al livello del tetto, ai quattro lati dell'edificio insistono quattro cappelle, ciascuna sormontata da una cupola.

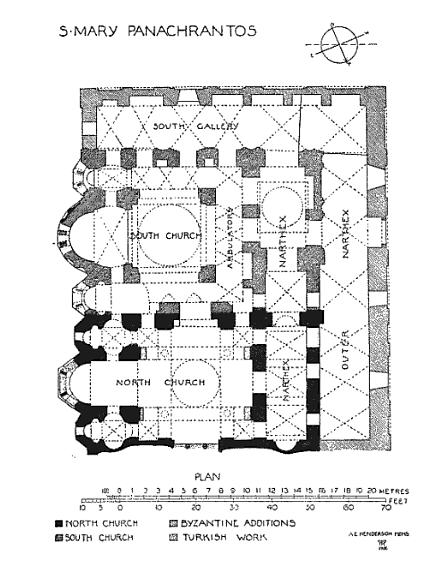
La pianta del complesso in un disegno di Alexander Van Millingen (Byzantine churches of Constantinople, 1912)

I resti della decorazione originale di questa chiesa consistono nelle basi di tre delle quattro colonne della campata centrale, ed in molti elementi che sopravvivono sui pilastri delle finestre e sulla struttura della cupola. La decorazione consisteva in origine in pannelli di marmo e piastrelle colorate: le volte erano decorate con mosaici. Solo tracce di essi sono ora visibili.
Nel complesso, la chiesa nord presenta forti analogie con la moschea Bodrum (già chiesa del Myrelaion).

### Chiesa Sud
La chiesa sud è sormontata da una cupola ottomana del tipo ad elmetto e consiste in un'aula quadrata circondata da due deambulatoria, un endonartece e un parekklesion (aggiunto in seguito). Il deambulatorium della chiesa nord coincide con il parekklesion della chiesa sud. Questa moltiplicazione degli spazi intorno alla parte centrale della chiesa è un motivo tipico della tarda architettura paleologa: la ragione di esso è la necessità di ricavare uno spazio maggiore per tombe, monumenti eretti ai benefattori della chiesa, ecc La sala centrale è divisa dalle navate da una galleria tripla. Durante la messa i fedeli erano confinati nei deambulatoria, che erano poco profondi e bui, e riuscivano a malapena a vedere cosa accadeva nella parte centrale della chiesa. La chiesa è conclusa da tre absidi, orientate verso est.
La muratura è costituita da file alternate di mattoni e pietre, un motivo tipico dell'architettura tardo bizantina a Costantinopoli.

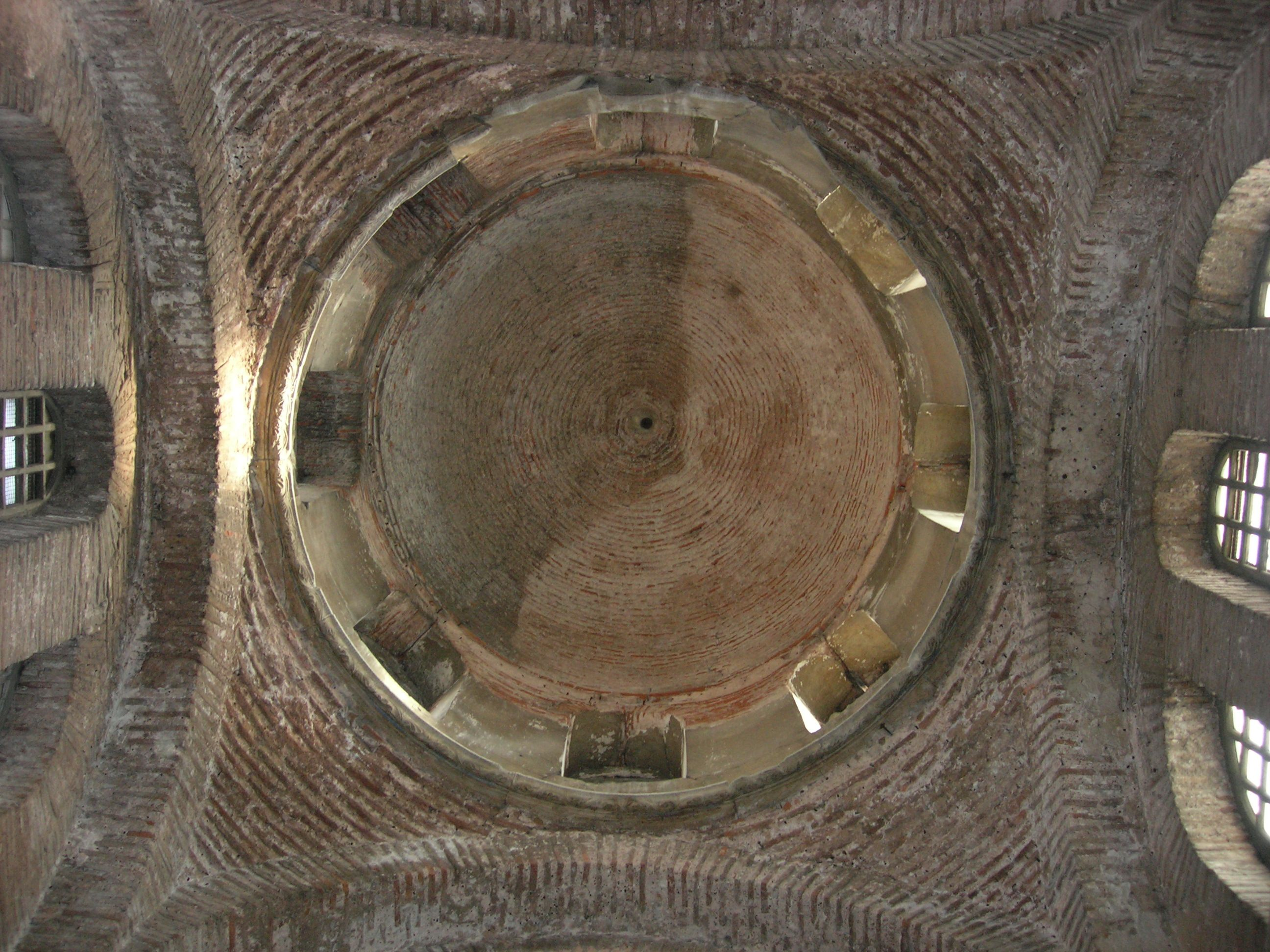
La Cupola della Chiesa di San Giovanni Battista

La decorazione lussuosa delle absidi meridionale e principale (quest'ultimo di forma eptagonale), è costituita da un triplice ordine di nicchie: nell'ordine centrale queste si alternano con finestre triple. I mattoni sono disposti in modo da formare motivi ornamentali come archi, ganci, greche, croci solari, svastiche e ventagli. Tra questi motivi appaiono bande rosse bianche e scure, ottenute alternando una fila di pietre con più file (da due sino a cinque) di mattoni. Questa è la prima apparizione di questo importantissimo motivo decorativo dell'architettura paleologa a Costantinopoli.
La chiesa possiede un nartece sormontato da una galleria, il quale è stato ampliato in modo da raggiungere anche la chiesa nord. Il parekklesion fu eretto lungo il lato sud della chiesa meridionale, e venne collegato al nartece, in modo che l'ambiente circondasse l'intero complesso ad ovest e sud. Al suo interno sono esposti diversi sarcofagi marmorei.
Nell'insieme, questo complesso rappresenta un esempio notevole della media e tarda architettura bizantina a Costantinopoli.